# Róża barytowa

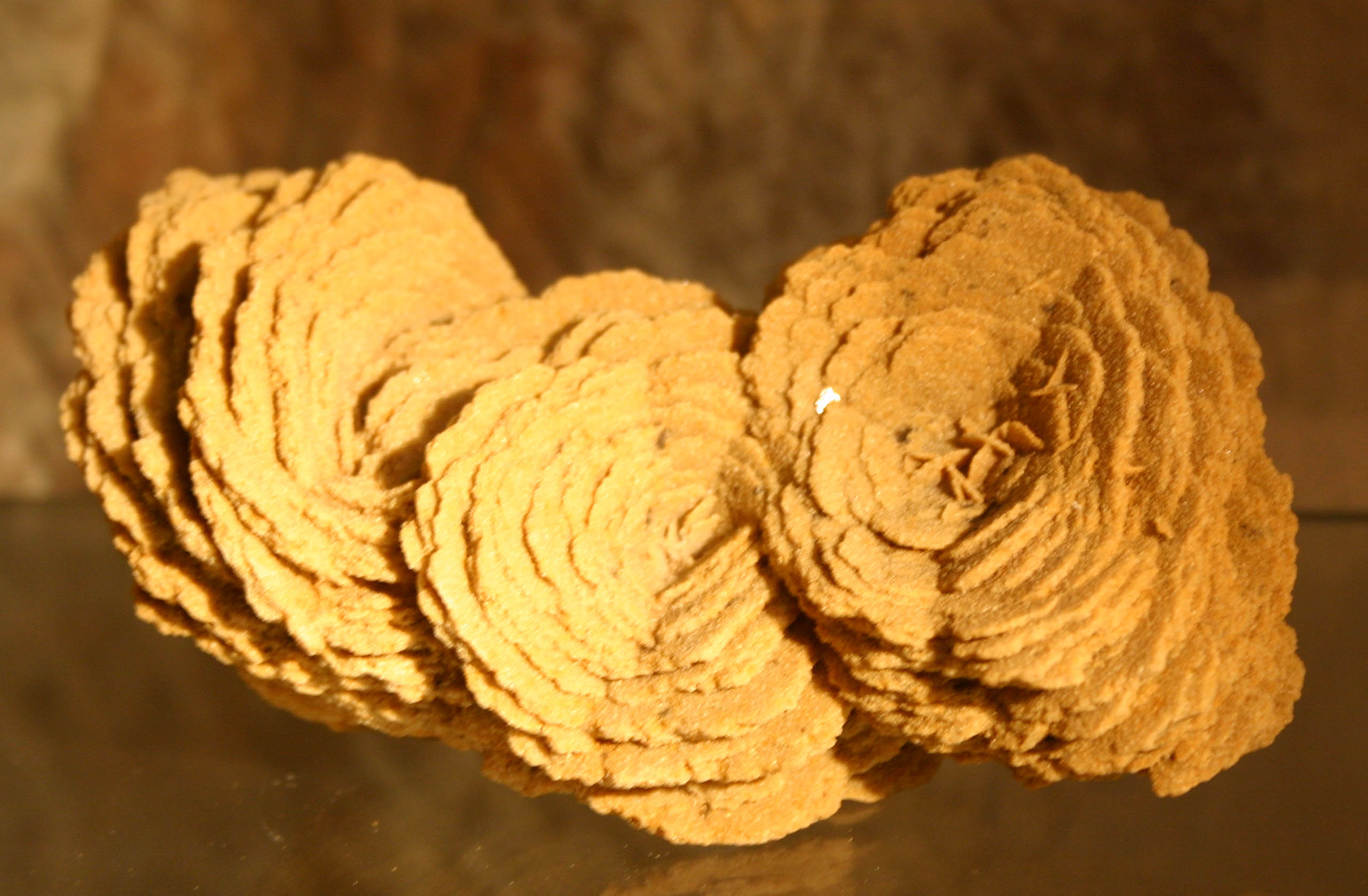
róża barytowa

Róża barytowa – skupienie tabliczkowych lub płytkowych kryształów barytu przypominające wyglądem kształt róży (skupienie rozetowe).
Róża barytowa tworzy się w wyniku krystalizacji silnie zmineralizowanych roztworów wodnych bogatych w siarczan baru w warunkach gorącego i suchego klimatu (pustynnego).
Róże barytowe bardzo często są spotykane w towarzystwie róż gipsowych. W porównaniu z nimi róże barytowe są tak samo atrakcyjne, choć bywają znacznie mniejsze (ich średnica nie przekracza zazwyczaj 10 cm).

## Występowanie
Szczególnie atrakcyjne róże barytowe spotyka się w USA – Oklahoma, Kolorado, Dakota Południowa, w Peru, w Niemczech – Hesja, Saksonia, w Rumunii, Czechach, Algierii i Meksyku.
W Polsce niewielkie róże barytowe występujące w postaci szczotek krystalicznych można było znaleźć w nieczynnej już kopalni siarki w Machowie k. Tarnobrzega oraz w kopalni miedzi w Lubinie.